# Atlantis: Zapomniane opowieści
Atlantis: Zapomniane opowieści (ang. Atlantis: The Lost Tales) – komputerowa gra przygodowa wyprodukowana i wydana w 1997 roku przez francuskie przedsiębiorstwo Cryo Interactive. Gra obsługuje interfejs „wskaż i kliknij”, co oznacza, że wymaga od użytkownika jedynie klikania myszą na odpowiednie elementy. Atlantis nie zawiera żadnych elementów zręcznościowych.
Gra doczekała się czterech kolejnych części, których akcja rozgrywa się w okresie średniowiecza (Atlantis II), ok. roku 2020 (Atlantis III), na początku XX w. oraz w rzeczywistości alternatywnej (Atlantis Evolution albo Atlantis IV), a także w latach 30. XX w. (The Secrets of Atlantis: The Sacred Legacy albo The secrets of Atlantis: The Sacred Legacy).

## Fabuła gry
Akcja gry rozgrywa się na mitycznej Atlantydzie, zamieszkanej przez bardzo rozwiniętą kulturowo i technicznie cywilizację. Osobą sprawującą władzę jest Królowa. Istnieje również Małżonek Królowej, który zgodnie ze zwyczajem co 7 lat musi poddać się próbie. Gdy próba zostanie pomyślnie zdana, Małżonek pozostaje na kolejne 7 lat. W przeciwnym wypadku zostaje zmieniony. Akcja gry rozpoczyna się właśnie przed taką próbą. Głównym bohaterem gry jest Seth, który przybywa na wyspę Królowej, jako nowo wybrany Towarzysz Królowej. Kiedy dostanie się do pałacu, od razu dowiaduje się, iż Królowa została uprowadzona. Jako jedyny postanawia zająć się tą zagadką. Prowadząc śledztwo, odkrywa całą historię Atlantydy.